# Eupithecia ornea
Eupithecia ornea är en fjärilsart som beskrevs av Druce 1893. Eupithecia ornea ingår i släktet Eupithecia och familjen mätare. Inga underarter finns listade i Catalogue of Life.